# Liste der Kulturgüter in Jorat-Menthue
Die Liste der Kulturgüter in Jorat-Menthue enthält alle Objekte in der Gemeinde Jorat-Menthue im Kanton Waadt, die gemäss der Haager Konvention zum Schutz von Kulturgut bei bewaffneten Konflikten, dem Bundesgesetz vom 20. Juni 2014 über den Schutz der Kulturgüter bei bewaffneten Konflikten sowie der Verordnung vom 29. Oktober 2014 über den Schutz der Kulturgüter bei bewaffneten Konflikten unter Schutz stehen.
Objekte der Kategorien A und B sind vollständig in der Liste enthalten, Objekte der Kategorie C fehlen zurzeit (Stand: 13. Oktober 2021).

## Kulturgüter
| Foto |                                                                               | Objekt                                                                              | Kat. | Typ | Standort                                               | Beschreibung |
| ---- | ----------------------------------------------------------------------------- | ----------------------------------------------------------------------------------- | ---- | --- | ------------------------------------------------------ | ------------ |
| ja   | Datei hochladen · Wikidata zu Landessender Sottens (Q683878)                  | Landessender Sottens / Émetteur national de Sottens KGS-Nr.: 10354                  | A    | G   | Sottens, Route de Peyres-Possens 546171 / 167458       |              |
| BW   | Datei hochladen · Wikidata zu Speicher (Q29890892)                            | Speicher / Grenier KGS-Nr.: 6474                                                    | B    | G   | Sottens, Route de Peyres-Possens 9 546593 / 167404     |              |
| BW   | Datei hochladen · Wikidata zu Speicher (Q29890890)                            | Speicher / Grenier KGS-Nr.: 6475                                                    | B    | G   | Sottens, Rue du Derrey-la-Velaz 7 546671 / 167446      |              |
| BW   | Datei hochladen · Wikidata zu Bauernhof La Cassine, Hermann Viret (Q29890889) | Bauernhof La Cassine, Hermann Viret / Ferme La Cassine, Hermann Viret KGS-Nr.: 6547 | B    | G   | Villars-Tiercelin, Rue des Fontaines 4 543720 / 164105 |              |